# 黄足松鼠
黄足松鼠（学名：Callosciurus phayrei）也称黄腹松鼠、黄松鼠、菲氏松鼠，一种分布于中国云南省西部和缅甸东部等地区的啮齿动物，隶属于松鼠科丽松鼠属。本种由英国动物学家愛德華·布萊思于1856年描述发表。

## 保护
本种于2023年被收录入《有重要生态、科学、社会价值的陆生野生动物名录》。